# 羅赫馬尼夫
50°7′40″N 26°4′25″E / 50.12778°N 26.07361°E
羅赫馬尼夫（烏克蘭語：Рохманів），是烏克蘭的村落，位於該國西部捷爾諾波爾州，由克列梅涅茨區負責管轄，始建於1580年，面積3平方公里，2001年人口769，人口密度每平方公里256.3人。